# Mizuo Peck
Mizuo Peck (New York, 18 agosto 1977) è un'attrice statunitense.

## Biografia
Nata a New York da genitori di origini giapponesi, irlandesi, inglesi e cherokee; sua madre morì quando aveva 7 anni. Nel 1995 si è diplomata alla Fiorello H.LaGuardia High School of Music & Art and Performing Arts e nel 1999 si è laureata alla State University of New York at Purchase ottenendo un BFA in recitazione. È stata un membro della compagnia teatrale TADA! Children's Theater Company dall'età di 11 anni, fino ai 14 anni.
Si è sposata con Jeffrey Shagawat fino alla morte di lui avvenuta nel 2017 per un cancro al cervello; dal loro matrimonio, ha avuto una figlia, Margaux.

### Carriera
La sua carriera inizia nel 2000 recitando nel film per la televisione Nicht heulen, Husky. Dopo aver partecipato negli anni successivi come guest star in alcune serie televisive, nel 2006 ottiene il ruolo per cui è maggiormente conosciuta, quello di Sacajawea nel film Una notte al museo in cui recita accanto a Ben Stiller e Robin Williams. Nel 2009 e nel 2014 ha reinterpretato il ruolo nei sequel del film: Una notte al museo 2 - La fuga e Notte al museo - Il segreto del faraone.

## Filmografia

### Cinema
- Scene da un crimine (Scenes of the Crime), regia di Dominique Forma (2001)
- Una notte al museo (Night at the Museum), regia di Shawn Levy (2006)
- Magritte Moment, regia di Ian Fischer - cortometraggio (2008)
- Naked: A Guy's Musical, regia di Jonathan Baker - cortometraggio (2008)
- Peace of Mind, regia di Nathan Crooker - cortometraggio (2008)
- Una notte al museo 2 - La fuga (Night at the Museum: Battle of the Smithsonian), regia di Shawn Levy (2009)
- Almost in Love, regia di Sam Neave (2011)
- Kyōryū wo horō!, regia di Shinya Ohwada (2013)
- Una rete di bugie (A Case of You), regia di Kat Coiro (2013)
- Notte al museo - Il segreto del faraone (Night at the Museum: Secret of the Tomb), regia di Shawn Levy (2014)

### Televisione
- Nicht heulen, Husky, regia di Tomy Wigand – film TV (2000)
- Witchblade - serie TV, episodio 2x06 (2002)
- La valle dei pini (All My Children) – serial TV, puntata 8613 (2003)
- Law & Order: Criminal Intent – serie TV, episodio 5x14 (2006)
- Madam Secretary – serie TV, episodio 6x04 (2019)

## Doppiatrici italiane
- Gilberta Crispino in Una notte al museo, Notte al museo - Il segreto del faraone
- Claudia Cirilli in Una notte al museo 2 - La fuga